# لیز سامیت (ایلینوی)
لیز سامیت (به انگلیسی: Lee's Summit) یک شهر در ایالات متحده آمریکا است که در میزوری واقع شده‌است. لیز سامیت ۱۶۹٫۳۶ کیلومتر مربع مساحت و ۹۱٬۳۶۴ نفر جمعیت دارد و ۳۱۶٫۰۸ متر بالاتر از سطح دریا قرار دارد.

## خواهرخوانده
شهر مندن (زاورلند) خواهرخواندهٔ لیز سامیت، ایلینوی هست.